# L'Enfant de ma sœur
Pour plus de détails, voir Fiche technique et Distribution.
 L'Enfant de ma sœur est un film français réalisé par Henri Wulschleger, sorti en 1933.
Il adapte à l'écran la pièce à succès L'enfant de ma sœur d'André Mouëzy-Éon et Robert Francheville qui fut créée au Théâtre Déjazet en 1908.

## Fiche technique
- Titre :  L'Enfant de ma sœur
- Réalisation : Henri Wulschleger
- Scénario : d'après la pièce d'André Mouëzy-Éon et Robert Francheville
- Photographie : René Guichard et Maurice Guillemin
- Décors : Robert-Jules Garnier
- Son : Lecomte
- Musique : Maurice Yvain
- Production : Les Films Alex Nalpas
- Pays d'origine :  France
- Format : Noir et blanc - 35 mm - Son mono
- Genre : Comédie
- Durée : 90 minutes
- Date de sortie : France - 13 janvier 1933

## Distribution
- Bach : Napoléon Premié
- Simone Héliard : Berthe
- Georges Tréville : le professeur Macon-Parthenay
- Charles Montel : Crobert
- Georges Charlia : Valérien Davairne
- Paul Clerget : Oncle Gabarrou
- Paulette Dubost : Radada
- Antonin Artaud : Loche
- Georges Melchior : Caverlain
- Germaine Charley : Mme Macon-Parthenay
- Paul Velsa : Barbotau
- Georges Despaux : Adolphe
- Ginette Vincent : Liquette
- Géo Lecomte : un professeur
- Émile Saint-Ober : le garçon d'hôtel
- Charles Debert